# هرنشتاین
هرنشتاین (به آلمانی: Hernstein) یک منطقهٔ مسکونی در اتریش است که در ناحیه بادن واقع شده‌است. هرنشتاین ۱٬۴۰۶ نفر جمعیت دارد.